# Shadowplay
Shadowplay är det österrikiska power metal-bandet Dragonys andra studioalbum, utgivet i september 2015 på Limb Music.
Detta var bandets första album med gitarristen Simon Saito och keyboardisten Manuel Hartleb. De ersatte Daniel Stockinger respektive Georg Lorenz.
Zak Stevens (Savatage, Circle II Circle) bidrar med gästsång på "The Silent Sun".

## Låtlista
1. "Wolves of the North" – 6:22
2. "Shadowrunners" – 4:18
3. "Kiln of the First Flame" – 5:32
4. "The Maiden's Cliff" – 2:54
5. "Warlock" – 5:12
6. "Babylon" – 5:26
7. "Dr. Agony" – 4:29
8. "At Daggers Drawn" – 3:52
9. "Unicorn Union" – 4:10
10. "The Silent Sun" – 10:05
11. "True Survivor" (David Hasselhoff-cover) – 3:47
12. "The One and Only" (Chesney Hawkes-cover) – 3:19

## Medverkande
Musiker
- Siegfried Samer – sång
- Andreas Poppernitsch – gitarr
- Simon Saito – gitarr
- Herbert Glos – basgitarr
- Manuel Hartleb – keyboard
- Frederic Brünner – trummor

Bidragande musiker
- Zak Stevens – sång
- Wen Chen – körsång
- Andreas Dafert – körsång
- Lina Louise – körsång
- Lydi Mara – körsång
- Teresa Meier – körsång
- Júlia Németh – körsång
- Matteo Sanders – körsång
- Robert Scheiber – körsång
- Martin Stein – körsång
- Geri Vyskocil – körsång
- Marie-Thérèse Steinmann – cello
- Lukas Knoebl – orkesterarrangemang

Produktion
- Frank Pitters – producent, inspelningstekniker
- Michael Smith – inspelningstekniker
- Jan Vacik – mixning, mastering
- Péter Sallai – omslagskonst
- Marta Nael – logotyp